# Nombre d'Abbe
Pour les articles homonymes, voir Abbe.
En optique, et plus particulièrement en lunetterie, le nombre d'Abbe, constringence ou coefficient de dispersion d'un verre optique sert à en déterminer la dispersion, c'est-à-dire la variation de l'indice de réfraction avec la longueur d'onde. Il quantifie l'aberration chromatique transversale d'une optique. Le nom a été donné en l'honneur du physicien Ernst Abbe qui a défini la constringence.

## Définition
Le nombre d'Abbe V se définit en fonction des indices de réfraction à différentes longueurs d'onde, correspondant à des raies spectrales de Fraunhofer de certains éléments :
{\displaystyle V={\frac {n_{\mathrm {D} }-1}{n_{\mathrm {F} }-n_{\mathrm {C} }}}}
où les indices sont :
- nD, dans la raie D du sodium à 589,3 nm
- nF, dans la raie F de l'hydrogène à 486,1 nm
- nC, dans la raie C de l'hydrogène à  656,3 nm

Deux autres définitions sont parfois utilisées, avec ces paramètres :
- {\displaystyle V_{\mathrm {d} }={\frac {n_{\mathrm {d} }-1}{n_{\mathrm {F} }-n_{\mathrm {C} }}}}

avec  nd pris dans la raie d de l'hélium à 587,5618 nm
- {\displaystyle V_{\mathrm {e} }={\frac {n_{\mathrm {e} }-1}{n_{\mathrm {F'} }-n_{\mathrm {C'} }}}}

avec ne pris dans la raie e du mercure à 546,073 nm, et nF' et nC' respectivement dans les raies du cadmium à 480,0 et 643,8 nm.

## Propriétés

Fig. 1 - Diagramme d'Abbe.

Fig. 2 - Influence de la variation de la teneur de constituants d'un verre sur le nombre d'Abbe

Plus la constringence est élevée moins le verre présente de dispersion chromatique. Le nombre d'Abbe peut s'exprimer comme le rapport entre l'angle de réfraction principal et l'angle de dispersion.
Un diagramme d'Abbe est un diagramme représentant l'indice de réfraction (en ordonnées) en fonction du nombre d'Abbe (en abscisses, axe inversé). Il sert à comparer différents types de verre. Ces verres peuvent être classés et positionnés sur la diagramme par catégorie en fonction de leur composition (voir figure 1). La variation de la teneur de certains constituants influe sur le nombre d'Abbe (voir figure 2).
| Dispersion  | Nombre d'Abbe |
| ----------- | ------------- |
| forte       | < 39          |
| verre flint | 35            |
| modérée     | 39–45         |
| faible      | > 45          |
| verre crown | 59            |

## Applications
Le nombre d'Abbe est utilisé pour minimiser l'aberration chromatique d'un système optique avec l'aide d'un assemblage de deux lentilles appelé doublet achromatique. Il permet également d'en calculer la distance focale. Ce principe a été utilisé dans la conception des grandes lunettes astronomiques au XIXe siècle.
Le nombre d'Abbe est défini pour l'optique dans le visible et ne permet pas de quantifier la chromaticité dans l'ultraviolet ou l'infrarouge. La constringence compare deux longueurs d'onde données et ne permet pas de décrire en détail ce qui se passe sur l'intervalle de longueur d'onde.